# 阿蘇男孩號列車
阿蘇男孩！（日语：あそぼーい!）是日本九州旅客鐵道旗下一列往返於熊本車站 - 宮地車站之間，途經豐肥本線的臨時特別急行列車。

## 概要
「阿蘇男孩！」是配合2011年3月12日全線通車的九州新幹線，而從2011年5月29日開始運行的特急車輛。
為了打造讓兒童可以開心搭乘的主題車輛，特別由水戶岡銳治設計打造，並設計了以虛擬站長角色「小黑/KURO」為主角的內裝佈置。在阿蘇站還設有小黑的站長室。

## 運行概況
- 每天2個往返運行，行駛時間約為1小時35分鐘。
- 全車都是指定席座位。
- 因2016年熊本地震之故，2016年4月15日起停駛，於2016年6月15日起編組改行駛博多站至門司港（或小倉）之間區間。[1]
- 2020年8月，因為熊本地震影響而中斷的豐肥本線恢復通車，「阿蘇男孩！」重新恢復行駛熊本到別府之間路線。

### 停車站

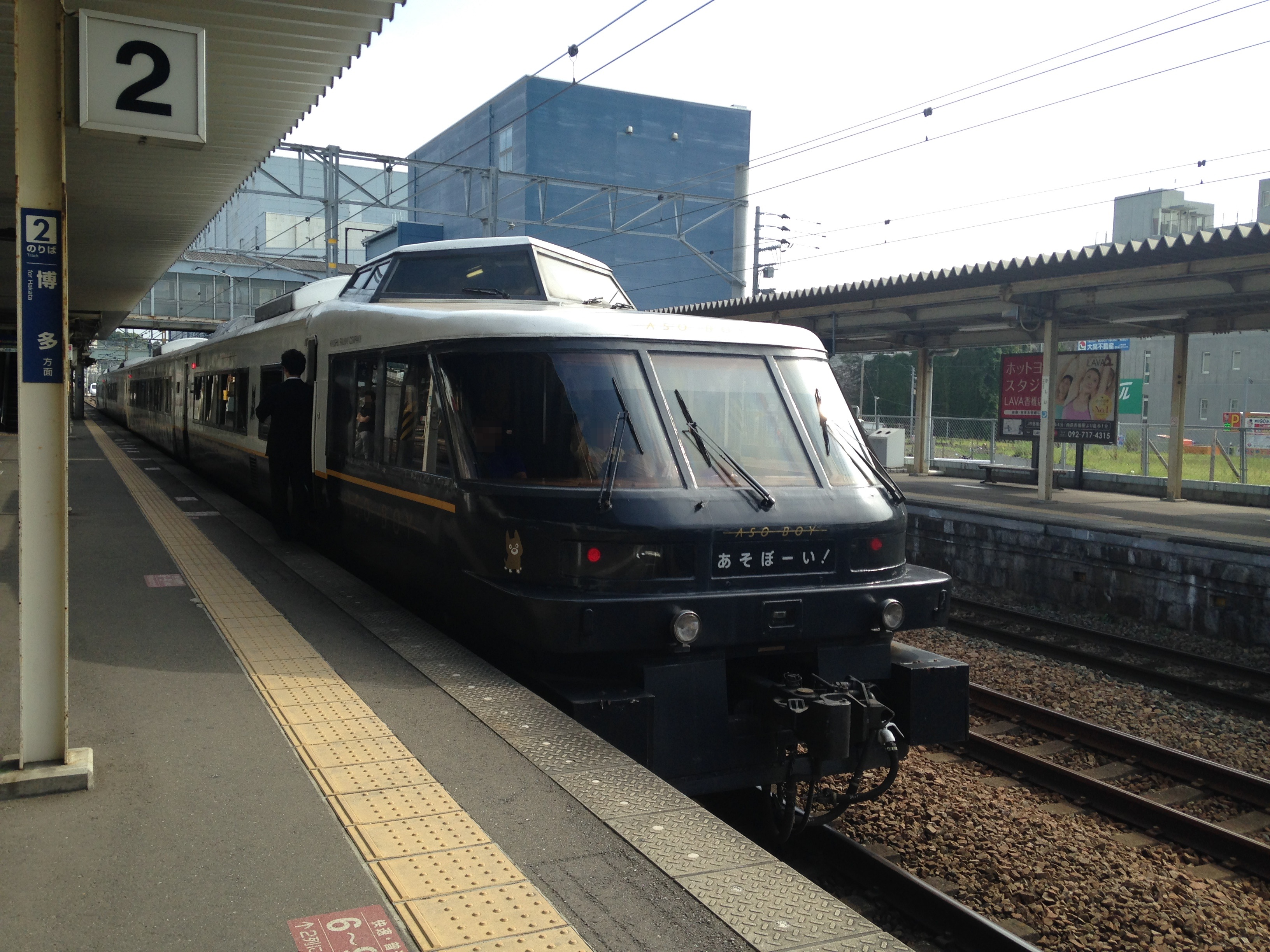
停靠於香椎站的「阿蘇男孩！」

熊本站 - 新水前寺站 - 水前寺站 - 肥後大津站 - 立野站 - 赤水站 - 阿蘇站 - 宮地站 - 豐後荻站 - 豐後竹田站 - 緒方站 - 三重町站 - 中判田站 - 大分站 - 別府站
- 2016年行駛博多站至門司港站之間，停車站為香椎車站-折尾車站-黑崎車站-小倉車站-門司車站）
- 在阿蘇車站設有「小黑站長室」，內有列車吉祥物「小黑」的卡通立板，可供旅客自由出入拍照遊玩。

### 使用車輛
- 「阿蘇男孩！」的車輛是由原本擔任「由布DX」的KiHa183形柴油列車1000番台4輛編成改造而來。
- 車輛內裝則是由水戶岡銳治擔任設計，1號與4號車廂前段為全景坐席，採用全視野的大視窗並配有三排坐椅，其他普通座位則為四排座椅配置；3號車廂有開放公共區域，並且設置有兒童專用的「小黑的白色座位」、裝滿了木球的遊樂區「木頭游泳池」，以及提供車上購物的「小黑咖啡吧」等設施；4號車廂則有公共休憩室，有面向窗戶的沙發和長凳可供乘客自由使用。

## 外部連結
- （日語）特急 あそぼーい!（JR九州）
- （繁體中文）特快列車「阿蘇男孩！」（JR九州） （页面存档备份，存于）